# Mark Bingham
Pour les articles homonymes, voir Bingham.
Mark Kendall Bingham, né le 22 mai 1970 et mort le 11 septembre 2001, est un Américain qui "figurait" parmi les passagers de l'avion du vol United Airlines 93, victime des attentats du 11 septembre 2001. Avec d'autres hommes, il prit d'assaut le poste de pilotage pour éliminer les terroristes, mais l'avion s'écrasa près de Shanksville en Pennsylvanie. Bingham avait fondé une société de relations publiques.
Son action héroïque, son allure sportive et son homosexualité revendiquée ont fait de lui un personnage honoré par la communauté homosexuelle américaine, détruisant les stéréotypes.

## Biographie
Mark Bingham naît en 1970, fils unique d'Alice Hoagland, mère célibataire et hôtesse de l'air. Il grandit à Miami, puis en Californie du Sud et enfin à San Diego à partir de 1983. Il a dans son adolescence la passion de la vidéo, aime s'exprimer avec la caméra et rédige un journal intime. C'est ainsi que sa jeunesse et la vie de ses proches sont bien documentées. Il termine ses études secondaires au lycée de Los Gatos, où il était capitaine de l'équipe de rugby à XV. Il entre ensuite à l'Université de Berkeley, où il continue à jouer au rugby (Jack Clark Union). Ses aptitudes le font inscrire à la fraternité Chi Psi dont il devient le président à la fin. Il déclare ouvertement son homosexualité à l'âge de 21 ans. Il joue régulièrement pour l'équipe de rugby San Francisco Fog qui est ouverte aux gays.
Par la suite, Bingham ouvre une société de relations publiques et projette d'ouvrir une filiale à New York. 

### 11 septembre 2001
Le matin du 11 septembre 2001, Bingham, s'étant réveillé trop tard, manque de rater son avion pour San Francisco pour assister comme garçon d'honneur au mariage de son ami d'université Joseph Salama et monte en dernier dans l'avion qui lui-même a 42 minutes de retard. Quelques minutes après le décollage, le vol 11 American Airlines s'écrase sur la tour Nord du World Trade Center. C'est le début des attentats islamistes du 11 septembre. À 9 h 03, le vol 175 United Airlines s'écrase sur la tour Sud. À 9 h 23, le vol 93 se trouve au-dessus de l'Ohio ; les contrôleurs de Cleveland envoient un message radio aux pilotes pour les informer des attaques contre le World Trade Center. 
À 9 h 28, les contrôleurs de Cleveland perçoivent des cris dans le cockpit par le micro du pilote. Le terroriste Ziad Jarrah et les pirates de l'air s'emparent des commandes de l'avion, et déclarent aux passagers qu'il y a une bombe à bord. Bingham et d'autres hommes, alors que le pilote et le copilote sont déjà morts ou du moins neutralisés, sont assis au fond. Lorsque Todd Beamer déclare: Are you guys ready? Okay. Let's roll... Bingham téléphone à sa mère pour lui raconter la scène. L'avion se dirige alors vers le sud et les hommes (Todd Beamer, Tom Burnett, Jeremy Glick et Mark Bingham) décident d'attaquer les terroristes en s'adjoignant d'autres passagers après s'être entretenus avec les hôtesses de l'air Sandra Bradshaw et Cee Cee Ross-Lyles.
Un des terroristes s'écrie (selon les bandes d'enregistrement retrouvées par la suite): « Allah akbar! » et des cris se font entendre. L'avion vire à droite et finalement s'écrase à 10 h 03 dans un champ de Shanksville à vingt minutes de la cible visée par les terroristes de l'air, sans doute le Capitole.

## Héritage

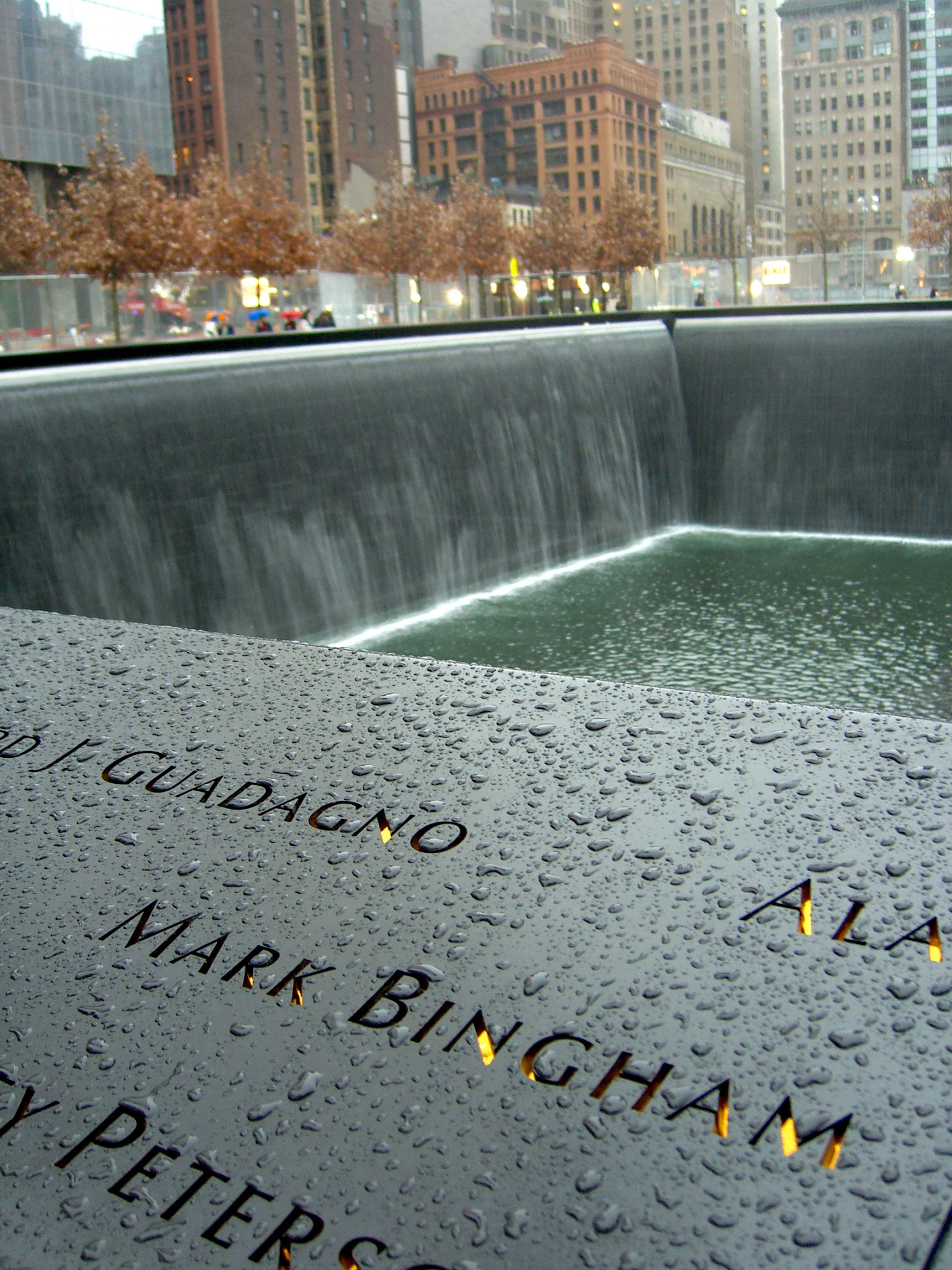
Le nom de Bingham figure sur le panneau S-67 du Mémorial du 11-Septembre (bassin Sud), avec les noms des victimes du vol 93.

Les parents de Bingham et sa belle-mère lui survivent, ainsi que son compagnon de six années de vie commune, Paul Holm. Les sénateurs John McCain et Barbara Boxer honorent Bingham le 17 septembre 2001, au cours d'une cérémonie à la baie de San Francisco pour les victimes, et présentent le drapeau américain plié à Paul Holm.
Bingham reçoit à titre posthume le Arthur Ashe Courage Award en 2002.
Depuis 2005, le « Mark Bingham Award for Excellence in Achievement » est attribué par l'association des anciens élèves de l'université de Berkeley à de jeunes étudiants lors du gala annuel,,.
Son nom figure sur le National 9/11 Memorial et sur le Flight 93 National Memorial, avec ceux des autres victimes.

## Filmographie

### Documentaire
- 2013 : The Rugby Player

### Fictions
- Année de sortie : titre : interprète de Mark Bingham
  - 2005 : The Flight That Fought Back : Jason LeGrande
  - 2006 : Vol 93 (United 93) : Cheyenne Jackson
  - 2006 : Flight 93 : Ty Olsson